# UPAEP
Почто́вый сою́з америка́нских госуда́рств, Испа́нии и Португа́лии (исп. UPAEP — Unión Postal de las Americas, España y Portugal, англ. PUASP — Postal Union of the Americas, Spain and Portugal), ранее — Южноамериканский  и Панамериканский почтовый союз, — межгосударственная организация в рамках Всемирного почтового союза, основанная в 1911 году.

## История
Предыстория организации отслеживается с 1838 года, когда Эквадор, Венесуэла и Колумбия заключили в Боготе договор о Большом Колумбийском союзе (исп. Unión Gran Colombiana). Впоследствии межгосударственные почтовые соглашения устанавливались в 1848 (между Боливией, Чили, Эквадором, Колумбией и Перу) и 1864 годах (между Боливией, Колумбией, Эквадором, Гватемалой, Сальвадором, Перу и Венесуэлой).
17 июля 1911 года в Каракасе было заключено Почтовое Боливарианское соглашение (Acuerdo Postal Bolivariano), которое объединило Боливию, Колумбию, Эквадор, Перу и Венесуэлу. В том же году в Монтевидео представители Аргентины, Боливии, Бразилии, Колумбии, Чили, Эквадора, Парагвая, Перу, Уругвая и Венесуэлы организовали Южноамериканский почтовый союз (Unión de los Correos Sudamericanos). С этого момента начинает свой отсчёт официальная история UPAEP.
В 1921 году организация была преобразована в Панамериканский почтовый союз (Unión Postal Panamericana) за счёт присоединения государств Центральной и Северной Америки, кроме Гаити, Гондураса и Канады. В 1926 году в Союз влились Гондурас и Испания.
В 1931 году на конгрессе в Мадриде в Союз были приняты Гаити и Канада, в результате чего организация стала называться Почтовый союз американских государств и Испании (Unión Postal de las Américas y España).
До вступления в Союз в 1990 году Португалии организация продолжала носить это название; соответственно, в её аббревиатуре не было второй буквы P (для «Portugal»), и она выглядела как UPAE на испанском и PUAS на английском языке.

## Описание
Штаб-квартира UPAEP находится в городе Монтевидео (Уругвай). Целью Союза является формирование единого почтового пространства между его государствами-участниками для облегчения международных перевозок почты.
В составе Союза насчитывается 27 участников (после присоединения Португалии в 1990 году), расположенных преимущественно на американском континенте. Четыре участника находятся на Aнтильских островах (Гаити, Доминиканская Республика, Аруба, Нидерландские Антильские Острова). В Союз также входят две европейские страны — бывшие центры колониальных империй, Испания и Португалия.

## Государства-участники
- Америка — независимые государства: Аргентина, Боливия, Бразилия, Венесуэла, Гаити, Гватемала, Гондурас, Доминиканская Республика, Канада, Колумбия, Коста-Рика, Куба, Мексика, Никарагуа, Панама, Парагвай, Перу, Сальвадор, Суринам, США, Уругвай, Чили, Эквадор
- Америка — автономные территории: Аруба, Нидерландские Антильские Острова
- Европа: Испания, Португалия.

## Совместный выпуск«Америка»
На конгрессе в Гаване в 1985 году было принято решение об издании совместного выпуска почтовых марок входящими в состав Союза почтовыми администрациями. По аналогии с выпуском «Европа», этот совместный выпуск называется — «Америка», или «Америка — UPAEP». На каждый год для марок выпуска выбирается определённая общая тема.
Почтовые эмиссии в рамках этого совместного выпуска были перечислены в каталоге «Домфил», второе и последнее издание которого вышло в свет в 2005 году.
| Примеры выпусков «Америка — UPAEP»                          | Примеры выпусков «Америка — UPAEP» |
| ----------------------------------------------------------- | ---------------------------------- |
|                                                             |                                    |
| Сальвадор (1983): вымирающие виды животных (Sc #1353, 1354) |                                    |